# Micrambe wollastoni
Micrambe wollastoni là một loài bọ cánh cứng trong họ Cryptophagidae. Loài này được Bruce miêu tả khoa học năm 1941.